# Made man
În mafia americană și siciliană, un made man este un membru inițiat al mafiei. Pentru a deveni made man, un asociat trebuie să fie italian, să fie de descendență italiană sau să fie sponsorizat de un alt membru inițiat. Acesta trebuie să depună un jurământ omertà, cod al tăcerii⁠(d) și cod de onoare. După ritualul de inițiere⁠(d), asociatul devine made man și obține gradul de soldato (în română soldat) în ierarhie. Membrii inițiați sunt singurii ca pot fi promovați în mafie de la soldat la caporegime, consigliere, subșef și boss.
Alte nume pentru membri includ om de onoare (în italiană uomo d'onore), man of respect (în italiană uomo di rispetto), unul dintre noi, prieten de-al nostru (în italiană amico nostro), goodfella și wiseguy, deși ultimii doi termeni se pot aplica și asociaților neinițiați care lucrează îndeaproape cu mafia, nu doar membrilor cu drepturi depline.
Alți termeni de argou utilizați pentru a denota un membru inițiat este „straightened out” sau „botezat”. „Books are open” este o propoziție folosită de mafie cu scopul de a indica că o familie particulară a mafiei este dispusă să accepte noi membri; dacă familia nu dorește sau nu poate accepta, atunci se folosește „Books are closed”. În Sicilia, un membru al mafiei este descris drept uomo d'onore sau în siciliană omu d'onuri. Mafioso și pluralul său mafiosi sunt termeni utilizați de către presă și în mediul universitar, însă nu și de membrii mafiilor.